# Chryplin
Chryplin (ukr. Хриплин) – wieś na Ukrainie w obwodzie iwano-frankowskim podporządkowana samorządowi Iwano-Frankowska. 
Została założona ok. 1436. W II Rzeczypospolitej miejscowość do 1934 była siedzibą gminy wiejskiej, a następnie należała do gminy wiejskiej Czerniejów w powiecie stanisławowskim województwa stanisławowskiego. 
W październiku 1944 nacjonaliści ukraińscy z OUN-UPA zamordowali tutaj 6 Polaków, pracowników kolei.